# Поцо Конка Векија (Римини)
Поцо Конка Векија је насеље у Италији у округу Римини, региону Емилија-Ромања.
Према процени из 2011. у насељу је живело 17 становника. Насеље се налази на надморској висини од 28 м.